# Jelena Dokić
Jelena Dokić, em sérvio Јелена Докић (Osijek, Croácia, em 12 de abril de 1983) é uma ex-tenista profissional sérvia nascida na Croácia e naturalizada australiana. Ex-número 4 do mundo em simples, onde chegou a semifinal do Torneio de Wimbledon em 2000 e é dona de seis títulos na WTA, ela também foi top 10 nas duplas, onde alcançou a final do Torneio de Roland Garros de 2001 e conquistou 4 torneios WTA.

## Carreira
Dokic teve o auge de sua carreira entre os anos de 2001 e 2002, nesse período ela conquistou um total de 5 títulos no circuito além de ter chegado em mais 6 finais. No dia 16 de Setembro de 2001 ela disputou a final do torneio Brasil Open, na Bahia, onde perdeu para Monica Seles por 2 sets a 0.
Já em 2006, a tenista sérvia teria anunciado que faria uma redução de seios, a fim de se tornar mais ágil, numa situação análoga à tenista romena Simona Halep , que sofre com o mesmo problema e planeja um cirurgia em 2009. Contudo, no caso de Dokić, ela teria mudado de ideia posteriormente.

### 2012
Em novembro, foi anunciado que Dokic passaria por uma cirurgia no pulso e assim perderia a temporada de jogos no verão australiano.

## Finais de major

### Grand Slams

#### Duplas: 1 (0–1)
| Resultado   | Ano  | Campeonato    | Superfície | Parceira          | Oponente                            | Placar   |
| ----------- | ---- | ------------- | ---------- | ----------------- | ----------------------------------- | -------- |
| Vice-campeã | 2001 | Roland-Garros | Saibro     | Conchita Martínez | Virginia Ruano Pascual Paola Suárez | 2–6, 1–6 |

## Ligações Externas
- Perfil na WTA